# David Domgjoni
David Domgjoni, właśc. David Ndue Domgjonas (ur. 21 maja 1997 w Prizrenie) – kosowski piłkarz występujący na pozycji obrońcy. Reprezentant Kosowa.

## Kariera klubowa
Grę w piłkę nożną rozpoczął w klubie KF Liria Prizren z rodzinnego miasta Prizren. Stamtąd trafił do szkółki piłkarskiej Shkëndija Tirana. W 2014 podpisał czteroletni kontrakt z klubem KF Tirana, w którym występuje na pozycji środkowego obrońcy. W 2016 został wypożyczony do klubu KS Kastrioti.
2 lutego 2022 roku związał się rocznym kontraktem z występującym w Ekstraklasie klubem Bruk-Bet Termalica Nieciecza. Dwa dni później, zadebiutował w zespole, zmieniając w 73. minucie spotkania z Jagiellonią Białystok Kacpra Śpiewaka. 2 czerwca 2022 roku ogłoszono jego odejście z klubu, dla Bruk-Betu wystąpił w ośmiu spotkaniach.

## Kariera reprezentacyjna
18 lutego 2014 uzyskał obywatelstwo albańskie. W tym samym roku rozegrał 3 mecze w reprezentacji Albanii U-17. W 2015 roku zaliczył 1 występ w kadrze U-19.
8 czerwca 2021 zadebiutował w seniorskiej reprezentacji Kosowa w towarzyskim meczu z Gwineą (1:2) w Manavgat.

## Sukcesy
KF Tirana
- Puchar Albanii: 2016/17